# 不浄な生き物
不浄な生き物（ふじょうないきもの）とは、一部の宗教において、穢れたものとして扱われる生き物。不浄な動物は生贄にささげたり、食用としたりすることができない。

## ユダヤ教
以下、『レビ記』に記載のある不浄な生物を示す。

### 反芻するが、蹄の分かれていない動物（11章4-7節）
- ラクダ
- ウサギ（欽定訳、Coney）もしくはイワダヌキ(Rock Badger)

### 蹄が分かれているが、反芻しない動物（11章8節）
- ブタ

### 水中に棲む、ヒレと鱗を持たない生物（11章10-12節）
明確な記載無し
付加的に不浄と考えられる生物
- ワニ、クラゲ、ヒトデ、カメ（ヒレなし）
- ナマズ、イルカ、タツノオトシゴ、シール、サメ
- アワビ、ハマグリ、ムラサキイガイ、ホタテガイ（水生貝類、ヒレ・鱗なし）
- カニ、ザリガニ、イセエビ、クルマエビ、エビ、イカ（水生甲殻類、ヒレ・鱗なし）

### 翼のある汚れた生物（11章13-19節）
- ワシもしくはハゲワシ
- ヒゲワシもしくはミサゴ
- ミサゴもしくはクロハゲワシ
- ハゲワシもしくはトビ
- トビもしくはハヤブサ
- ワタリガラス
- フクロウもしくはダチョウ
- ヨタカ（七十人訳、Night Hawk）もしくはメンフクロウ
- カッコウ（欽定訳）もしくはカモメ
- タカ
- 小さいフクロウ(en:Little Owl)
- ウ
- 大鴉(Great Owl)もしくはトラフズク
- ハクチョウ（ウルガタ訳、七十人訳では「紫色の鳥」）
- ペリカン
- エジプトハゲワシもしくはミサゴ
- コウノトリ
- サギ
- タゲリ（欽定訳）もしくはヤツガシラ
- コウモリ

付加的に不浄と考えられる生物
- カラス

### 翼のある四つ這いで歩行する生物（11章20-23節）
※イナゴなど幾つかの例外を除く
明確な記載無し

### 足にかぎづめのある生物（11章27節）
明確な記載無し
付加的に不浄と考えられる生物
- クマ
- ネコ
- チータ
- ディンゴ[要出典]
- 犬
- キツネ
- ライオン
- オオヤマネコ
- トラ
- オオカミ

### 地を這う生物（11章29-30節）
- イタチ、モグラもしくはモグラネズミ(en:Mole-rat)
- ネズミもしくはトビネズミ
- リクガメ（欽定訳）もしくはトカゲ
- ヤモリ
- オオトカゲ[要出典]
- スキンクもしくはイモリ（ウルガタ訳）
- カタツムリ（欽定訳）もしくはスナトカゲ
- カメレオン[要出典]

付加的に不浄と考えられる生物
- アリ、ハリモグラ、ハリネズミ、ラット、リス、ヘビ、ミミズ

## キリスト教
キリスト教の場合、宗派や教派によって不浄の概念が異なる。顕著なのはカニやイカなどで、禁じる教派もあるが正教会では魚の代わりとして認めているなど。
英国聖公会では犬と馬は食べてはならないとしている。

## イスラム教
- クルアーンの2章173節には、死肉、血、豚肉、アッラー以外に供えられたものを食することが禁じられている。
- ハディースでは、犬の唾液が不浄とされ、体についたら七回洗うように指示されている。